# Sant Martí de Montgat
Sant Martí de Montgat és una església romànica de Montgat (Maresme) protegida com a Bé Cultural d'Interès Local.

## Descripció
Actualment, la capella de Sant Martí està situada dins la propietat de Can Riba, avui Club esportiu privat. És visible des de l'autopista Barcelona-Mataró. És una construcció de planta rectangular, d'una sola nau i coberta amb encavallada de fusta, i capçalera d'absis semicircular amb finestra central. La façana de ponent mostra la porta d'arc de mig punt i està coronada per una espadanya d'un sol ull. A finals del segle xx va ser restaurada i se li va afegir el campanar d'espadanya.
La capella es troba damunt de les restes d'una vila romana i per la seva construcció es va aprofitar material romà.

## Història
El document més antic on es menciona aquesta capella és del 1027 i es tracta d'una donació. També es troba esmentada a una escriptura de definició d'alou de l'any 1067, de la Canonja de Santa Creu i Santa Eulàlia. A l'acta de consagració de l'església de Tiana consta amb el nom de Santa Susanna (1104).